# Gouvernement Martens VI
Royaume de Belgique
Martens V Martens VII
Le gouvernement Martens VI est le gouvernement fédéral du royaume de Belgique du 28 novembre 1985 au 19 octobre 1987.
Il s'agit d'un gouvernement de coalition entre sociaux-chrétiens et libéraux francophones et néerlandophones. Il se compose de 15 ministres et 13 secrétaires d'État. Le gouvernement tombe sur la question des Fourons, commune dans laquelle José Happart remporte les élections et est de ce fait proposé comme bourgmestre. Cependant, du fait qu'il ne parle pas néerlandais, il ne peut être nommé dans une commune flamande.

## Composition
| Fonction                                                                                          | Titulaire | Titulaire                         | Titulaire                                            | Parti |
| ------------------------------------------------------------------------------------------------- | --------- | --------------------------------- | ---------------------------------------------------- | ----- |
| Premier ministre                                                                                  |           | Wilfried Martens en 1986          | Wilfried Martens                                     | CVP   |
| Vice-Premier ministre, ministre de la Justice et des Réformes institutionnelles                   |           | Jean Gol en 1994                  | Jean Gol                                             | PRL   |
| Vice-Premier ministre, ministre de l'Intérieur, de la Fonction publique et de la Décentralisation |           | Charles-Ferdinand Nothomb en 2011 | Charles-Ferdinand Nothomb (jusqu'au 18 octobre 1986) | PSC   |
| Vice-Premier ministre, ministre de l'Intérieur, de la Fonction publique et de la Décentralisation |           | Joseph Michel en 2007             | Joseph Michel (à partir du 18 octobre 1986)          | PSC   |
| Vice-Premier ministre et ministre du Budget, de la Politique scientifique et du Plan              |           | Guy Verhofstadt en 2005           | Guy Verhofstadt                                      | PVV   |
| Ministre des Relations extérieures                                                                |           | Leo Tindemans en 2006             | Leo Tindemans                                        | CVP   |
| Ministre des Finances                                                                             |           | Mark Eyskens en 1986              | Mark Eyskens                                         | CVP   |
| Ministre des Travaux publics                                                                      |           | Louis Olivier en 1982             | Louis Olivier                                        | PRL   |
| Ministre des Communications et du Commerce extérieur                                              |           | Herman De Croo en 2009            | Herman De Croo                                       | PVV   |
| Ministre de l'Emploi et du Travail                                                                |           | Michel Hansenne                   | Michel Hansenne                                      | PSC   |
| Ministre de l'Éducation nationale                                                                 |           | Daniël Coens                      | Daniël Coens                                         | CVP   |
| Ministre des Affaires économiques Vice-Premier ministre à partir du 18 octobre 1986               |           | Philippe Maystadt en 1993         | Philippe Maystadt                                    | PSC   |
| Ministre des Affaires sociales et des Réformes institutionnelles                                  |           | Jean-Luc Dehaene en 2005          | Jean-Luc Dehaene                                     | CVP   |
| Ministre de la Défense nationale et ministre de la Région bruxelloise                             |           | François-Xavier de Donnea en 2009 | François-Xavier de Donnea                            | PRL   |
| Ministre des Classes moyennes                                                                     |           | Jacky Buchmann                    | Jacky Buchmann                                       | PVV   |
| Ministre de l'Éducation nationale                                                                 |           | André Damseaux                    | André Damseaux (jusqu'au 9 mars 1987)                | PRL   |
| Ministre de l'Éducation nationale                                                                 |           | Antoine Duquesne en 2004          | Antoine Duquesne (à partir du 9 mars 1987)           | PRL   |
| Secrétaire d'État à la Coopération au Développement                                               |           | André Kempinaire                  | André Kempinaire                                     | PVV   |
| Secrétaire d'État au commerce extérieur                                                           |           | Étienne Knoops                    | Étienne Knoops                                       | PRL   |
| Secrétaire d'État à la Région bruxelloise                                                         |           | Jan Bascour                       | Jan Bascour                                          | PVV   |
| Secrétaire d'État aux Pensions                                                                    |           | Pierre Mainil                     | Pierre Mainil                                        | PSC   |
| Secrétaire d'État à la Fonction publique à la Politique scientifique                              |           | Louis Bril                        | Louis Bril                                           | PVV   |
| Secrétaire d'État aux PTT                                                                         |           | Paula D'Hondt-Van Opdenbosch      | Paula D'Hondt-Van Opdenbosch                         | CVP   |
| Secrétaire d'État aux Affaires européennes et à l'Agriculture                                     |           | Paul De Keersmaeker               | Paul De Keersmaeker                                  | CVP   |
| Secrétaire d'État à l'Énergie                                                                     |           | Firmin Aerts                      | Firmin Aerts                                         | CVP   |
| Secrétaire d'État à la Justice et aux Classes moyennes                                            |           | Georges Mundeleer                 | Georges Mundeleer                                    | PRL   |
| Secrétaire d'État à la Modernisation et à l'Informatisation des services publics                  |           | Guy Lutgen                        | Guy Lutgen                                           | PSC   |
| Secrétaire d'État à la Région bruxelloise                                                         |           | Jean-Louis Thys                   | Jean-Louis Thys                                      | PSC   |
| Secrétaire d'État à l'Environnement et à l'Émancipation sociale                                   |           | Miet Smet en 2014                 | Miet Smet                                            | CVP   |
| Scrétaire d'État à la Santé publique et à la Politique des handicapés                             |           | Wivina Demeester en 2024          | Wivina Demeester                                     | CVP   |